# دریاچه ایروان
دریاچه ایروان (ارمنی: Երևանյան լիճ; Yerevanyan lich) دریاچه‌ای مصنوعی است که در شهر ایروان پایتخت جمهوری ارمنستان واقع شده است؛ این دریاچه بین سال‌های ۶۶–۱۹۶۳ ساخته شد و در سال ۱۹۶۷ رسماً افتتاح شد.

## حادثه سقوط اتوبوس در سال ۱۹۷۶
شاوارش کاراپتیان، قهرمان شیرجه جهان اهل ارمنستان در روز ۱۶ سپتامبر ۱۹۷۶ میلادی، هنگامی که از تمرین روزانه (۲۰ کیلومتر (۱۲ مایل) دویدن) باز می‌گشت متوجه غرق شدن اتوبوسی در دریاچه ایروان می‌شود. بلافاصله به همراه برادرش «کامو» به عمق ده متری آب شنا می‌کند و در حالی که هیچ چیزی دیده نمی‌شد شیشه اتوبوس را شکسته و هر بار یک مسافر را در آغوش گرفته به سطح آب می‌رساند و بلافاصله به عمق دریاچه فرو می‌رود. بدین سان او توانست جان ۲۰ نفر از مسافران را نجات دهد. 